# Hephaestion lariosi
Hephaestion lariosi är en skalbaggsart som beskrevs av Bosq 1951. Hephaestion lariosi ingår i släktet Hephaestion och familjen långhorningar. Inga underarter finns listade i Catalogue of Life.